# Ernst Rutschmann
Ernst Rutschmann (Winterthur, 9 november 1948) is een Zwitsers voormalig voetballer en voetbalcoach die speelde als middenvelder.

## Carrière
Rutschmann speelde in de jeugd van FC Winterthur en groeide uit naar de eerste ploeg waar hij in 1967 zijn debuut maakte in de tweede klasse. Hij promoveerde dat seizoen naar de eerste klasse en speelde tot in 1971 toen hij de overstap maakte naar FC Zürich. Bij Zürich kende hij zijn grootste successen, hij won drie landstitels op een rij en drie keer de beker. Na zijn succesperiode in Zürich speelde hij nog voor FC Gossau en FC Wettingen.
Hij speelde negen interlands voor Zwitserland waarin hij niet tot scoren kwam.
Hij werd na zijn spelerscarrière korte tijd coach van FC Winterthur en later FC Töss.

## Erelijst
- FC Zürich
  - Landskampioen: 1974, 1975, 1976
  - Zwitserse voetbalbeker: 1972, 1973, 1976